# Districte de Mawlamyaing
El districte de Mawlamyaing o Mawlamyine és una divisió administrativa de Birmània, a l'estat Mon. La capital és la ciutat de Mawlamyaing o Mawlamyine, antiga Moulmein. Administrativament està format per sis townships, una mena de comarca organitzada a l'entorn d'una ciutat (town) de certa importància. Aquestos townships són:
- Mawlamyine
- Kyaikmaraw
- Chaungzon
- Thanbyuzayat
- Mudon
- Ye